# 木星
木星（英語：Jupiter）是距離太陽第五近的行星，也是太陽系中體積最大的行星，目前已知有95顆衛星。天文學家很早就发现了這顆行星 ，羅馬人以他們的神稱這顆行星為「朱庇特」。古代中國則稱木星為「歲星」，取其繞行天球一周約為12年，與地支相同之故，且產生了歲星紀年法。據說，古人觀察歲星呈青色，青色於「五行」屬木，而命名為木星。
木星是顆巨行星，質量是太陽的千分之一，但卻是太陽系其他行星質量總和的2.5倍，為太陽系中質量僅次於太陽的天體。太陽系的行星中，木星和土星是氣體巨星（天王星和海王星是冰巨星）。
從地球看木星，它的視星等可以達到 -2.94等，已經可以照出陰影，並使它成為繼月球和金星之後，是夜空平均第三亮的天體（火星在其軌道的特定點上時能短暫與木星的亮度相比）。
按質量計算，木星的主要成分大約有71%的氫、24%的氦和5%的其他元素；它可能有岩石的核心和重元素，木星是巨行星，沒有可以明確界定的固體表面。由於快速地自轉，木星的外觀呈現扁球體（赤道附近有輕微但明顯可見的凸起）。外面的大氣層依緯度成不同的區與帶，在彼此的交界處有湍流和風暴作用著。大紅斑第一次觀測時間是17世紀使用望遠鏡觀測到，持續旋轉至今。
環繞著木星的還有微弱的行星環和強大的磁層，包括4顆1610年發現的伽利略衛星，至2023年2月已經發現了95顆衛星。木衛三是其中最大的一顆，其直徑大於行星中的水星。
迄今已有數艘無人太空船前往木星探勘，最值得注意的是早期飛掠任務的先鋒號和旅行者計畫，和後期的伽利略號。先前拜訪木星的是鎖定冥王星的新視野號太空船，在2007年2月28日最接近木星，並借助木星的加速前往冥王星。目前朱诺号是木星軌道上唯一運作中的探測器，自2016年7月4日进入环绕木星的轨道後便持續進行觀測作業至今。未來仍將有不少探測木星系統的太空任務，如探測木星衛星歐羅巴的木衛二飛越任務。

## 形成和遷徙
一組新的超級地球可能起初聚集在內太陽系。
地球和它鄰近的行星可能是在木星碰撞與摧毀這些在太陽附近的超級地球之後，從碎片中形成的。當木星遷徙至內太陽系，在理論家所謂的大遷徙假說，突然的引力推與拉，導致這些超級地球的軌道開始重疊，引發彼此間一系列的碰撞。天文學家已經發現500多個多行星系統，這些系統通常包括幾顆質量數倍於地球（超級地球）的行星，進到比水星更靠近太陽的距離，並且類似木星的氣體巨星也會很靠近它們的母恆星。看來，木星在太陽系的外側軌道上，是因為當它遷徙時， 土星拉著它往外移動。木星從內太陽系往外移動，可能給了內太陽系的行星，包括地球，可以形成的契機。2017年，来自美国劳伦斯利弗莫尔国家实验室和德国明斯特大学的研究人员在分析来自小行星的陨铁中钨和钼的同位素时发现，木星岩石内核可能在太阳系形成后的100万年后就已经处在形成阶段中，木星形成可能已有距今46亿至50亿年。

## 結構
木星主要由氣體和液體物質構成，它是太陽系中4顆巨行星中最大的，也是太陽系最大的行星。它的赤道直徑142,984 km（88,846 mi），密度1.326g/cm3，是巨行星中第二高的，但遠低於其它4顆類地行星。

### 成分
木星大氣層上層的成分以氣體分子的體積百分比大約88-92%是氫，8-12%是氦。但由於氦的原子量是氫的4倍，當以質量描述組成時，不同原子量的元素就會有不同的比例，由此木星的大氣層大約有75%的質量是氫，24%的質量是氦，剩餘的1%是其它元素。而在木星的內部包含了密度較高的元素，在質量上大致是71%的氫、24%的氦和5%的其它元素。大氣中含有微量的甲烷、水蒸氣、氨和矽基化合物。也有微量的碳、乙烷、硫化氫、氖、氧、磷化氫和硫，最外層的大氣含有結晶的氨。經由紅外線和紫外線的測量，也發現有微量的苯和其它的烴類。
大氣中氫和氦的比例接近理論上的原始太陽星雲組成。氖在大氣層上層僅佔百萬分之二十，大約是太陽中豐度的十分之一。氦也幾乎耗盡，大約只有太陽組成的80%左右。這種減少是這些元素沉降到行星內部的結果。較重的惰性氣體在木星大氣層中的豐度是太陽的2-3倍。
依據光譜，土星的組成被認為類似於木星，但其它的巨行星，天王星和海王星有著相對較少的氫與氦。由於缺乏直接深入大氣層的探測器，除了外層的大氣層外，缺乏內部更重元素豐度的精確數值。

### 質量和大小

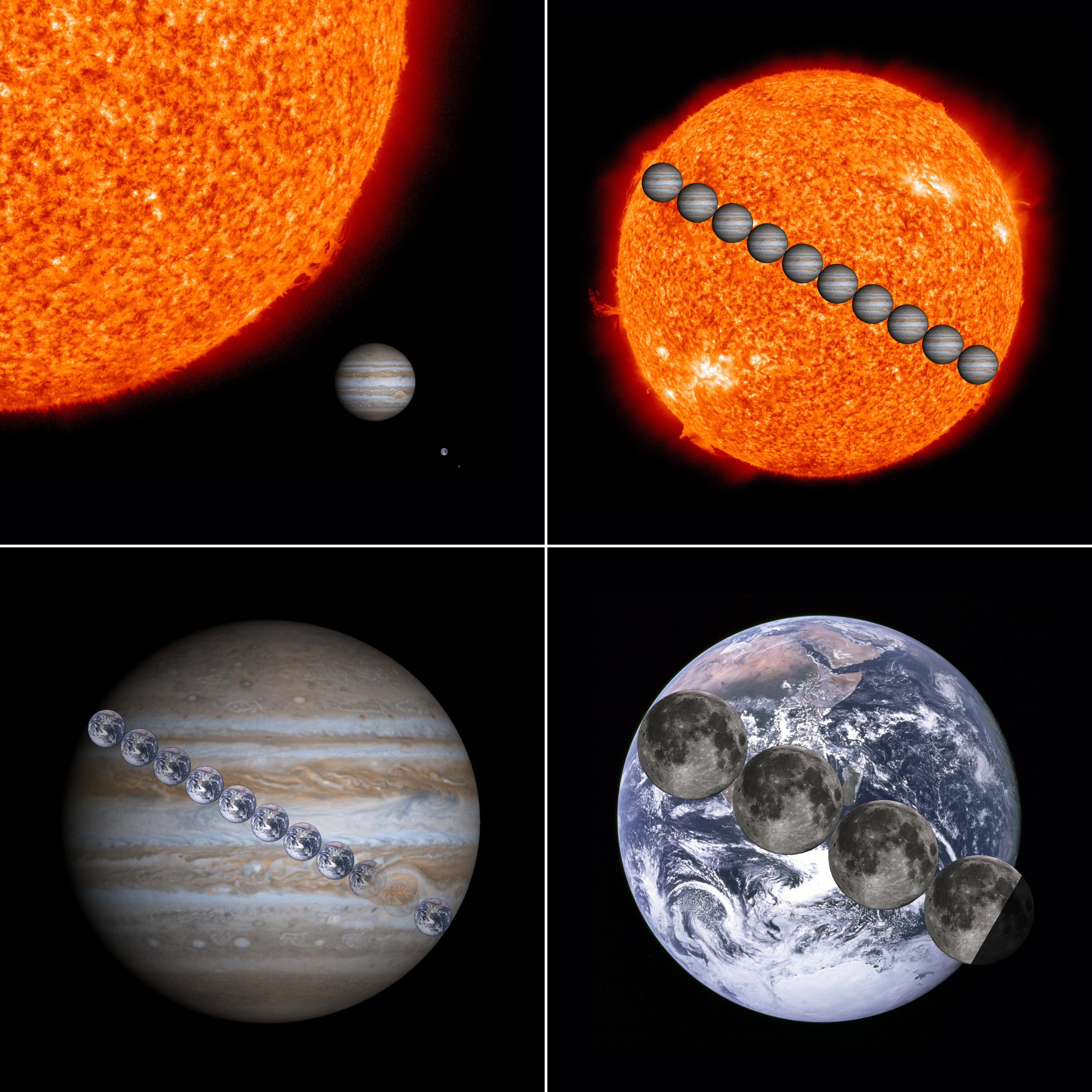
木星的直径比太陽小一個數量級（×0.10045），但仍比地球大一個數量級（×10.9733），大紅斑大約有二到三個地球大（數量級相同）

木星的質量是太陽系其他行星質量總和的2.5倍，由於它的質量是如此巨大，因此太陽系的質心落在太陽的太陽表面之外，距離太陽中心1.068太陽半徑。雖然木星的直徑是地球的11倍，體積是地球的1,321倍，但是它的密度很低，質量只是地球的318倍。木星的半徑是太陽半徑的十分之一，質量是太陽質量的千分之一，所以兩者的密度是相近的。"木星質量"（MJ或MJup）通常被做為描述其它天體，特別是系外行星和棕矮星的質量單位。例如系外行星HD 209458 b的質量是0.69MJup，而仙女座κb的質量是12.8MJup。
理論模型顯示如果木星的質量比現在更大，而不是僅有目前的質量，它將會繼續收縮。質量上的些許改變，不會讓木星的半徑有明顯的變化，大約要在500地球質量（1.6MJup）才會有明顯的改變。儘管隨著質量的增加，內部會因為壓力的增加而縮小體積。結果是，木星被認為已經幾乎達到了行星結構和演化史所能決定的最大半徑。隨著質量的增加，收縮的過程會繼續下去，直到達到可察覺的恆星形成質量，大約是50MJup的高質量棕矮星。
然而，需要75倍的木星質量才能使氫穩定的融合成為一顆恆星。最小的紅矮星，半徑大約只是木星的30% 。儘管如此，木星仍然散發出大量能量。它接受來自太陽的能量，而內部產生的能量也幾乎和接受自太陽的總能量相等。這些額外的熱量是由開爾文-亥姆霍茲機制通過收縮產生的。這個過程造成木星每年縮小約2公分。當木星形成的時候，它比現在熱，直徑大約是現在的2倍。

### 內部結構
木星被認為有個由元素混合的緻密核心，被一層含有少量氦，主要是氫元素的液態金屬氫包覆著。除了這個基本的輪廓，不確定的成分還是相當多。核心經常被描述為岩石，但是其詳細的成分是未知的，而且在這種深度下的溫度、壓力、和材料的性質也都不清楚（見下文）。在1997年，有人建議用重力法測量是否存在著核心，顯示核心大約有12至45地球質量，約占木星總質量的4%至14%。
行星模型認為在行星形成的歷史上，木星至少有一段時間有個夠大的岩石或冰的核心，才可以從原始太陽星雲收集到足夠大量的氫和氦。假設它確實存在，它可能因為現存的熱液態金屬氫與地函混合的對流而萎縮，並且熔融在行星內部的較上層。核心現在可能完全消失，但由於重力測量仍不夠精確，還不能完全排除這種可能性。
模型的不確定性受限於測量參數的誤差：用來描述行星引力動量的一個自轉係數（J6）、木星的赤道半徑、在1帕壓力處的溫度。預期在2011年8月發射的朱諾號探測器將能獲得這些參數更好的數值，從而在核心的問題上取得進展。
核心區域被密集的金屬氫包圍著，向外延伸到大約行星半徑78%之處，通過這一層的氦和氖，像雨水滴般向下沉降，消耗掉這些元素在上層大氣的豐度。
在金屬氫上層是內層透明氫的大氣層。在這個深度，溫度是在臨界溫度之上，對氫而言只有33K。在此狀態下，沒有層次分明的液體和氣體位相 －氫可能是臨界的超流體狀態。在這層之上的，從雲層向下延伸至深度大約1,000公里的氫，順理成章的應該是氣體，而在更深的一層是流動的液體。在物理上，那裏沒有明確的邊界 －氣體很順利的變得更熱和更密集的下降。
由於開爾文-亥姆霍茲機制可知，木星內部的溫度和壓力在朝向核心地方向逐漸增加。在壓力為10帕的“表面”，溫度大約是340 K（67 °C；152 °F）。在氫相變的區域 －溫度達到臨界點－ 氫成為金屬，相信溫度是10,000 K（9,700 °C；17,500 °F），壓力的200GPa。在核心邊界的溫度估計為36,000 K（35,700 °C；64,300 °F），同時內部的壓力大約是3,000至4,500GPa。

這幅模型剖面圖顯示木星內部的構造，液態金屬氫覆蓋著內部深處的岩石核心

## 大氣層
木星有著太陽系內最大的行星大氣層，跨越的高度超過5,000 km（3,107 mi） 。由於木星沒有固體的表面，它的大氣層基礎通常被認為是大氣壓力等於1 MPa（10 bar），或十倍於地球表面壓力之處。

### 雲層

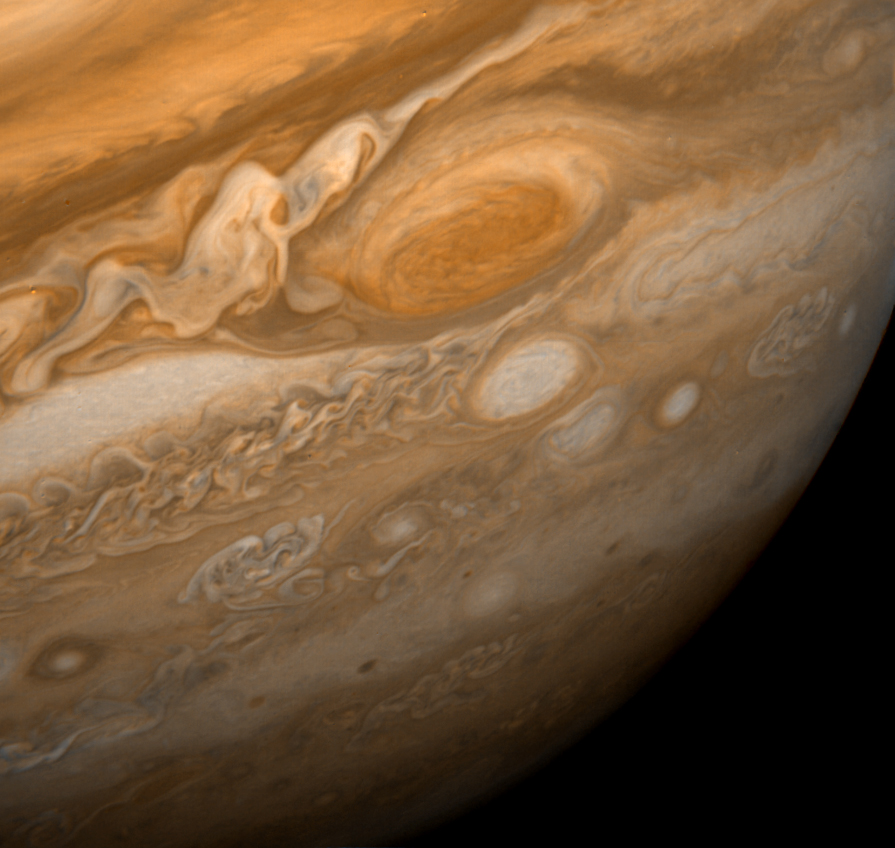
這是航海家1號太空船於1979年2月25日距離木星920萬公里（570萬英里）飛掠過木星時拍攝的影像。大紅斑下方白色的橢圓正是直徑大約與地球相同的風暴

木星永遠被氨晶體和可能是氫硫化氨的烏雲籠罩著。對流層頂的雲，在不同緯度形成不同的區帶，最著名的是熱帶區。這些區帶分為亮色調的區（zones）和深色調的帶（belts）。這些模式互不相容環流間的交互作用導致風暴和湍流，風速達到100m/s（360Km/h）的緯向急流是很常見的。每一年，各區都有著不同的寬度、顏色和強度，但對天文學家而言，依然可以穩定的給予識別和指定。
雲層大約只有50 km（31 mi）深，並且至少包含兩層覆蓋的雲：厚厚的下層和薄且清晰的區域。在氨雲層下面也有薄薄一層的水雲，有證據顯示木星的大氣層中也有閃爍的閃電。這是由水分子的極性造成的，它使得創造閃電所需要的電荷能夠分離。這些放電的強度達到地球上的一千倍。水雲可以形成雷暴，驅使熱量從內部不斷上升。
木星雲層的橙色和棕色是內部湧升的化合物暴露在紫外線下，引起顏色的改變造成的。確切的構成仍然不清楚，但被認為是含有磷、硫或可能是烴類。這些豐富多彩的混合物，稱為發色團，與下層較溫暖的雲層混合。 區是由上升的氨結晶對流胞形成的，在觀測上通常是較低層雲的掩蔽物。
木星的低轉軸傾角意味著兩極能接收到的太陽輻射遠遠的少於行星的赤道地區。行星內部的對流輸送大量的能量到極區，使雲層的溫度能夠平衡。

### 大紅斑和其它渦旋

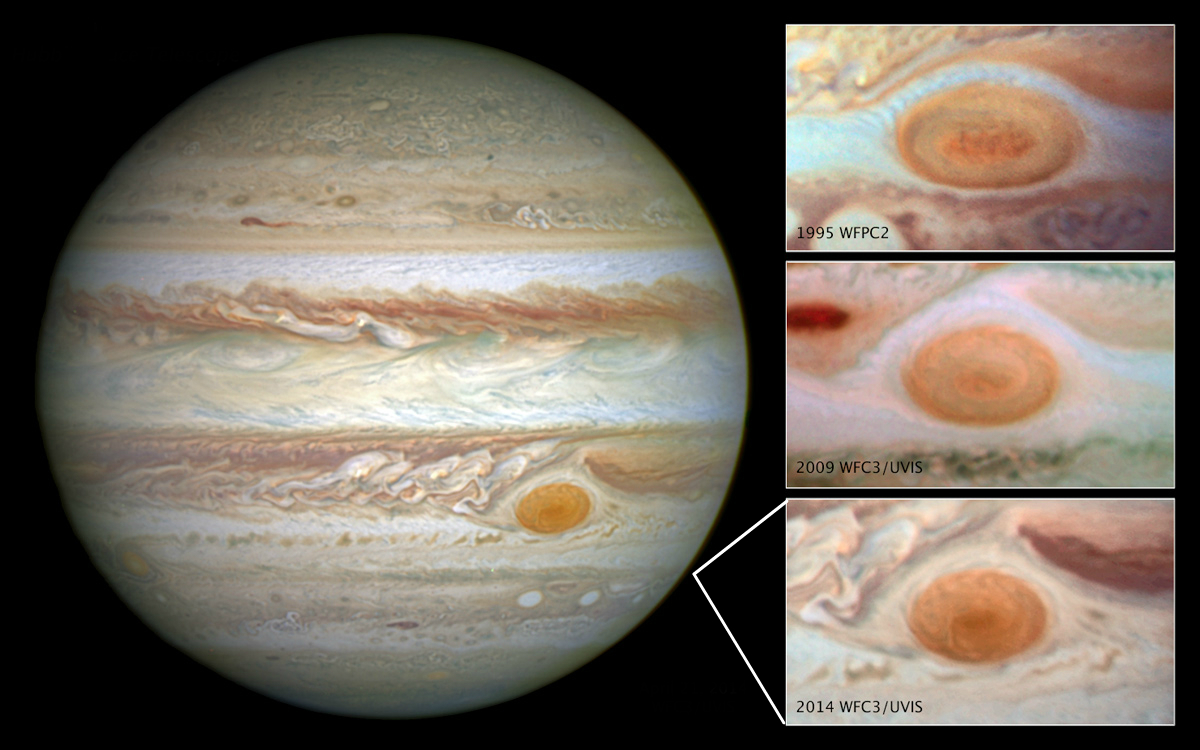
木星大紅斑的大小在縮減中（2014年5月15日）

木星最著名的特徵是大紅斑，這是比地球大的一個持久性反氣旋風暴，位置在赤道南方22°，人們至少在1831年就知道它的存在，並且可能提早至1665年。來自哈伯太空望遠鏡的影像顯示多達兩個紅斑毗鄰着大紅斑。這個風暴大得可以使用地基的小口徑12 cm或更大的望遠鏡看見。一些數學模型表明這個風暴是穩定的，可能是這顆行星上一個永久性的特徵。
鵝蛋形物體的自轉是逆時針方向，週期大約是六天。大紅斑的維度是24,000至40,000公里 X 12,000至14,000公里。它的直徑大到可以容得下2至3顆地球。這個風暴最大的高度比周圍的雲層高出約8 km（5 mi）。
風暴通常都發生在巨行星大氣層的湍流內，木星也有白色和棕色的鵝蛋形風暴，但較小的那些風暴通常都不會被命名。白色的鵝蛋形風暴傾向於包含大氣層上層，相對較低溫的雲。棕色鵝蛋形風暴是較溫暖和位於普通雲層。這種風暴持續的時間可以只有幾個小時，也可以長達數個世紀。
在航海家證實大紅斑的特徵是一場風暴之前，因為它相對於周圍其餘的氣團有時快，有時慢的差異旋轉，已經是強有力的證據，表明大紅斑與行星表面或深處的地形特徵沒有關聯性。
在2000年，在南半球有一個外觀與大紅斑類似，但較小的大氣特徵出現。這是由幾個較小的白色鵝蛋形風暴合併成的一個特徵 －三個在1938年首度被觀測到的較小的鵝蛋形風暴。合併後的特徵被命名為鵝蛋形BA，並且因為它的強度增加，顏色由白轉紅，被暱稱為幼紅斑。

## 行星環

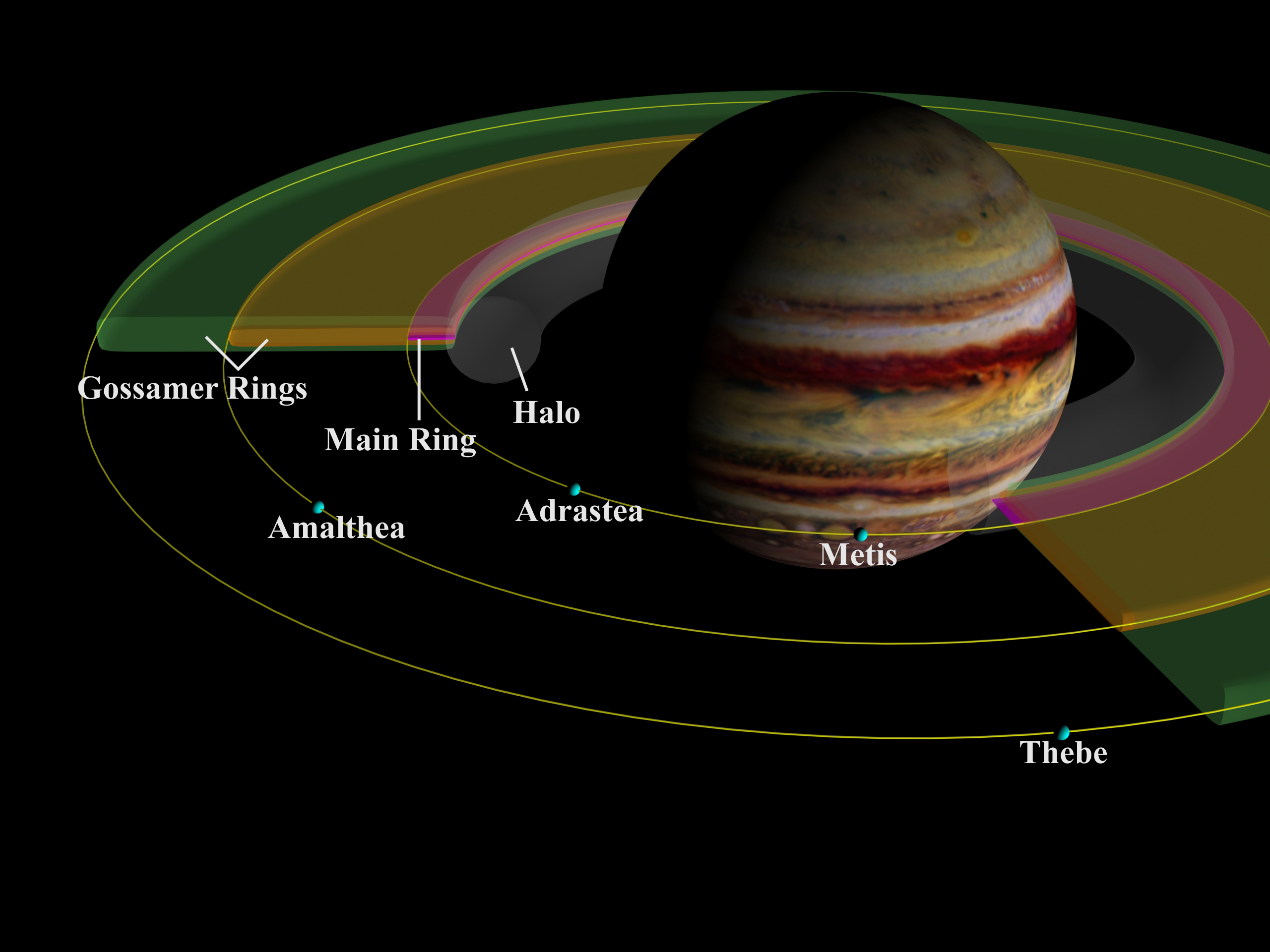
木星的環

木星有個黯淡的行星環系統，約有6,500公里寬，但厚度不到10公里。由大量塵埃和黑色碎石組成，以大約7小時的週期圍繞木星旋轉。環由三個主要的部份組成：內側像花托，是由顆粒組成的暈環，中間是相對明亮的主環，還有外圈的薄紗環。這些環，看起來是由塵埃組成，而不像土星環是由冰組成。主環可能是從衛星阿德剌斯忒亞和梅蒂斯噴發的物質組成。正常應該落回衛星的物質由於受到木星強大引力的影響，被木星吸引住。這些材料轉變軌道的方向朝向木星，新的材料又因為碰撞影響而繼續被加入。以相同的方式，特貝和阿馬爾塞可能組成薄紗環塵土飛揚的兩個部分。也有證據顯示沿著阿馬爾塞的軌道可能有一連串與這顆衛星碰撞構成的岩石碎片。

## 磁層

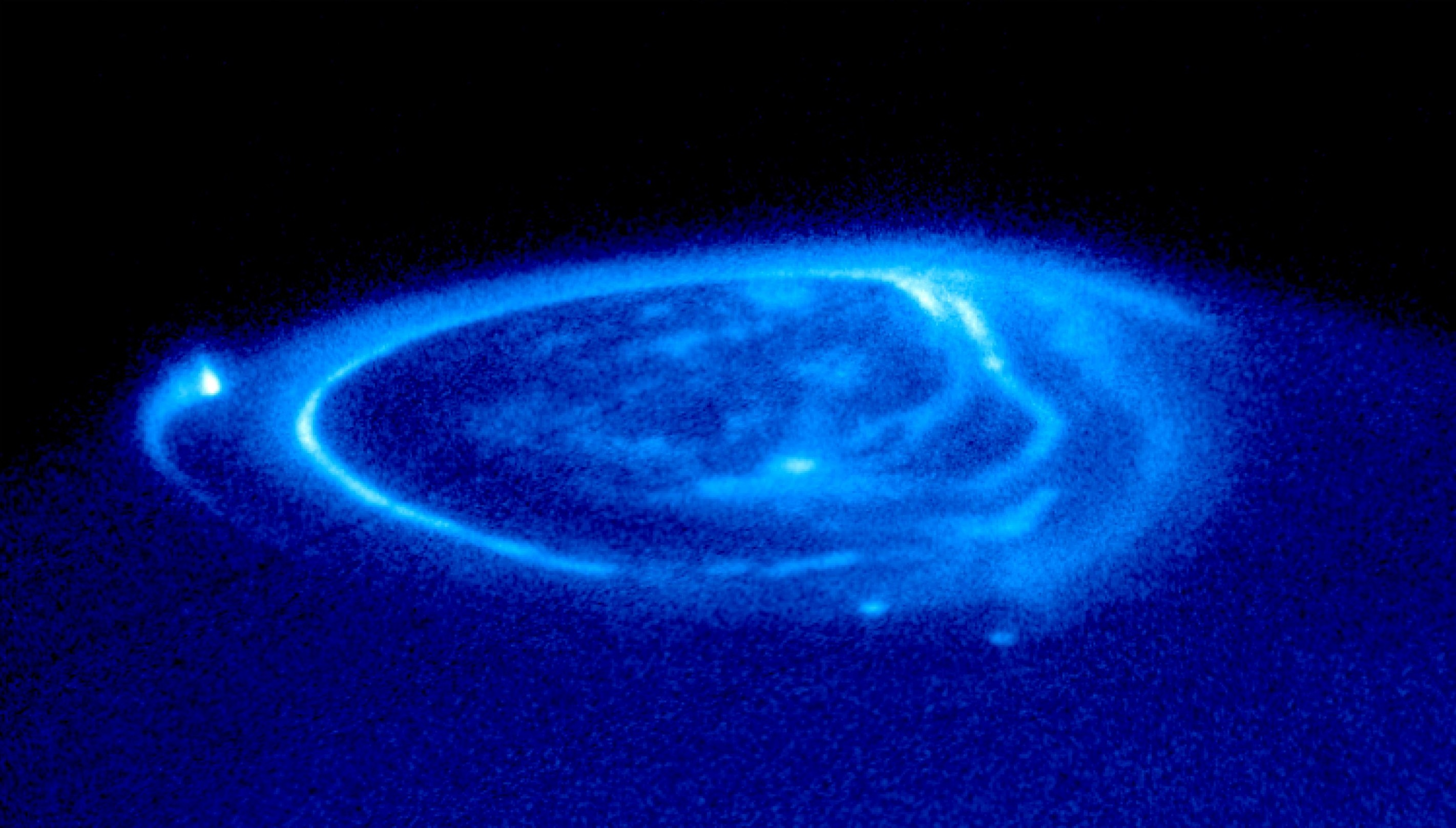
木星上的極光。
三個亮點是由連接到木星衛星埃歐（在左邊）、佳里美德（在底部）和歐羅巴（在最底部）的磁流量管創造的。此外，可以看見非常明亮，幾乎是圓型的區域，稱為主要的鵝蛋形，可以看見和弱極區極光。

木星的磁場強度是地球的14倍，範圍從赤道的4.2高斯（0.42mT）到極區的10至14高斯（1.0-1.4mT），是太陽系除太陽黑子以外最強的磁場源。這個場被認為是由渦流產生的，即木星内部渦旋運動的液態金屬氫。埃歐衛星上的火山釋放出大量的二氧化硫，形成沿著衛星軌道的氣體環。這些氣體在磁層內被電離，生成硫和氧的離子。它們與源自木星大氣層的氫離子，在木星的赤道平面形成電漿片。這些片狀的電漿與行星一起轉動，造成進入磁場平面的變形偶極磁場。在電漿片內的電流產生強大的無線電訊號，造成範圍在0.6至30MHz的爆發。
在距離木星大約75木星半徑之處，磁層與太陽風的交互作用生成弓形震波。環繞著木星磁層的是磁層頂，位於磁層鞘的內緣 －磁層頂和弓形震波之間的區域。太陽風與這些去的交互作用拉長了木星背風面的磁層，並且向外延伸至幾乎到達土星軌道的位置，而面向太陽方向也有數百萬公里厚。木星的四顆大衛星的軌道全都位於磁層內，受到保護而得以免受太陽風的侵襲，因此木星的衛星全都位於它的磁層之中。 伽利略號的大氣探測器在木星環與高層大氣之間新發現一個強輻射帶，類似地球的范艾倫輻射帶，但比范愛倫輻射帶強10倍左右，其中有高能的氦離子。
木星的磁層是其兩極地區激烈發送的電波輻射的源頭。木衛埃歐（見下文）劇烈的火山活動，噴發出的氣體進入木星的磁層，產生一個托環狀環繞著木星的微粒。當埃歐穿過這個托環時，相互作用生成的阿爾文波使游離的物質進入木星的極區。一個結果是，無線電波通過迴旋加速器的邁射機制，和能量沿著圓錐形的表面傳輸出去。當地球与這個錐面交會時，地球上探測到的木星發射的無線電波會強于太陽輸出的無線電波。

## 軌道和自轉

木星（紅色）每11.8個地球年環繞太陽（在中心）運轉一圈。地球的軌道是藍色的

木星是行星中唯一与太阳的質心位於太陽本體之外的，但也只在太陽半徑之外7%。木星至太陽的平均距離是7億7800萬公里（大約是地球至太陽距離的5.2倍，或5.2天文單位），公轉太陽一週要11.8地球年。這是土星公轉週期的五分之二，也就是說太陽系最大的兩顆行星之間形成5：2的共振軌道週期。木星的橢圓軌道相對於地球軌道傾斜1.31°，因為離心率0.048，因此近日點和遠日點的距離相差7,500萬公里。木星的軌道傾角相較於地球和火星非常小，只有3.13°，因此沒有明顯的季節變化。
木星的自轉是太陽系所有行星中最快的，對其軸完成一次旋轉的時間少於10小時；這造成的赤道隆起，在地球以業餘的小望遠鏡就可以很容易看出來。這顆行星是顆扁球體，意思是他的赤道直徑比兩極之間的直徑長。木星的赤道直徑比通過兩極的直徑長9,275 km（5,763 mi）。
因為木星不是固體，他的上層大氣有著較差自轉。木星極區大氣層的自轉週期比赤道的長約5分鐘，有三個系統做為參考框架，特別是在描繪大氣運動的特徵。系統I適用於緯度10°N至10°S的範圍，是最短的9h50m30.0s。系統II適用於從南至北所有的緯度，它的週期是9h55m40.6s。系統III最早是電波天文學定義的，對應於行星磁層的自轉，它的週期是木星的官方週期。

## 觀測

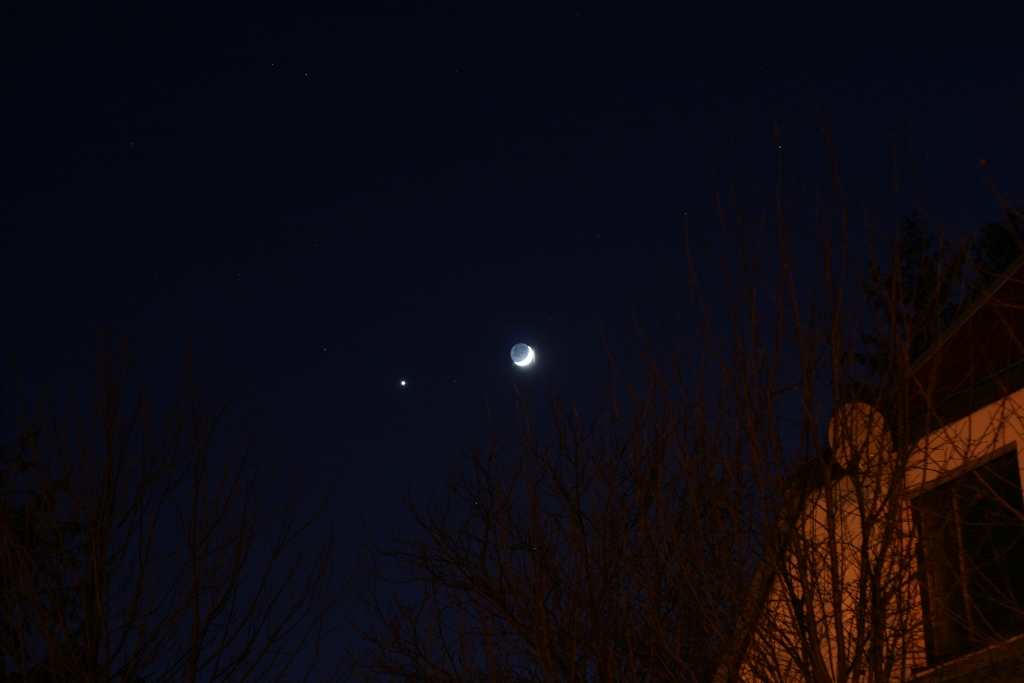
木星合月

外行星的逆行運動是其對地球的相對位置造成的

木星通常是天空中第四亮的天體（在太陽、月球和金星之後），但有時候火星會比木星亮。依據木星相對於地球的位置，可以表現出不同的視星等，在衝時最亮是-2.9等，在與太陽同向的合時，會降至-1.6等。木星的角直徑也會隨之改變，從50.1到29,8弧秒。木星在軌道上經過近日點附近時的衝最適宜觀賞，木星上次是在2011年3月經過近日點，所以在2010年和2011年9月的衝是最有利的。
地球每398.9日會在軌道上超越木星一次，這個時間稱為會合週期。每當會合之前，木星都會相對於背景的恆星出現明顯的逆行運動。這是木星似乎在夜空中向後（向西）移動一段，執行迴圈的運動。
木星接近12年的軌道週期對應於黃道的星宮。也就是，木星每一年約向東移動大約30°，約是一個星宮的寬度。
因為木星的軌在地球軌道之外，所以從木星看地球的相位角永遠不會超過11.5°。也就是，從地球用望遠鏡觀看木星時，它幾乎都是呈現滿月的姿態。只有當太空船飛近木星時，才會看見新月形的木星。通常，一架小望遠鏡就能看見木星的四顆伽利略衛星和跨越木星大氣層明顯的雲帶。當大紅斑面向地球時，小口徑的望遠鏡也有機會看得見。

## 研究和探測

### 望遠鏡發明之前的研究

在天文學大成中木星（☉）相對於地球（⊕）在經度方向運動的模型

對木星的觀測可以回溯至西元前7或8世紀的巴比倫天文學家。中國的歷史天文學家席澤宗宣稱中國天文學家甘德在西元前362年就以裸眼發現木星的衛星之一。如果此一說法正確的話，會比伽利略的發現早了近2000年。在西元2世紀的天文學大成，古希臘天文學家，地心說行星模型的先驅，托勒密以本輪和均輪來解釋行星相對於地球的運動，他給木星軌道環繞地球的週期是4332.38天，或11.86年。在西元499年，一位古典時代的印度數學家和天文學家，阿耶波多，也用地心說的模型估計出木星的週期是4332.2722天，或11.86年。

### 地基望遠鏡的研究
1610年，伽利略發現 木星的4顆大衛星 －埃歐、歐羅巴、佳利美德、和卡利斯多（現在稱為伽利略衛星－ 首度用望遠鏡發現不屬於地球的衛星。伽利略也是首度發現顯然不以地球為中心運動的天體。這是對哥白尼日心說最主要的支撐，伽利略直言不諱的支持哥白尼學說，使他被置於文字獄的威脅下。
1660年代。卡西尼使用一架新的望遠鏡發現木星的斑點和彩色的區帶，並且觀察到這顆行星出現扁平形；就是在兩極扁平。他也估計出這顆行星的自轉週期。在1690年，卡西尼發現大氣經歷較差自轉。

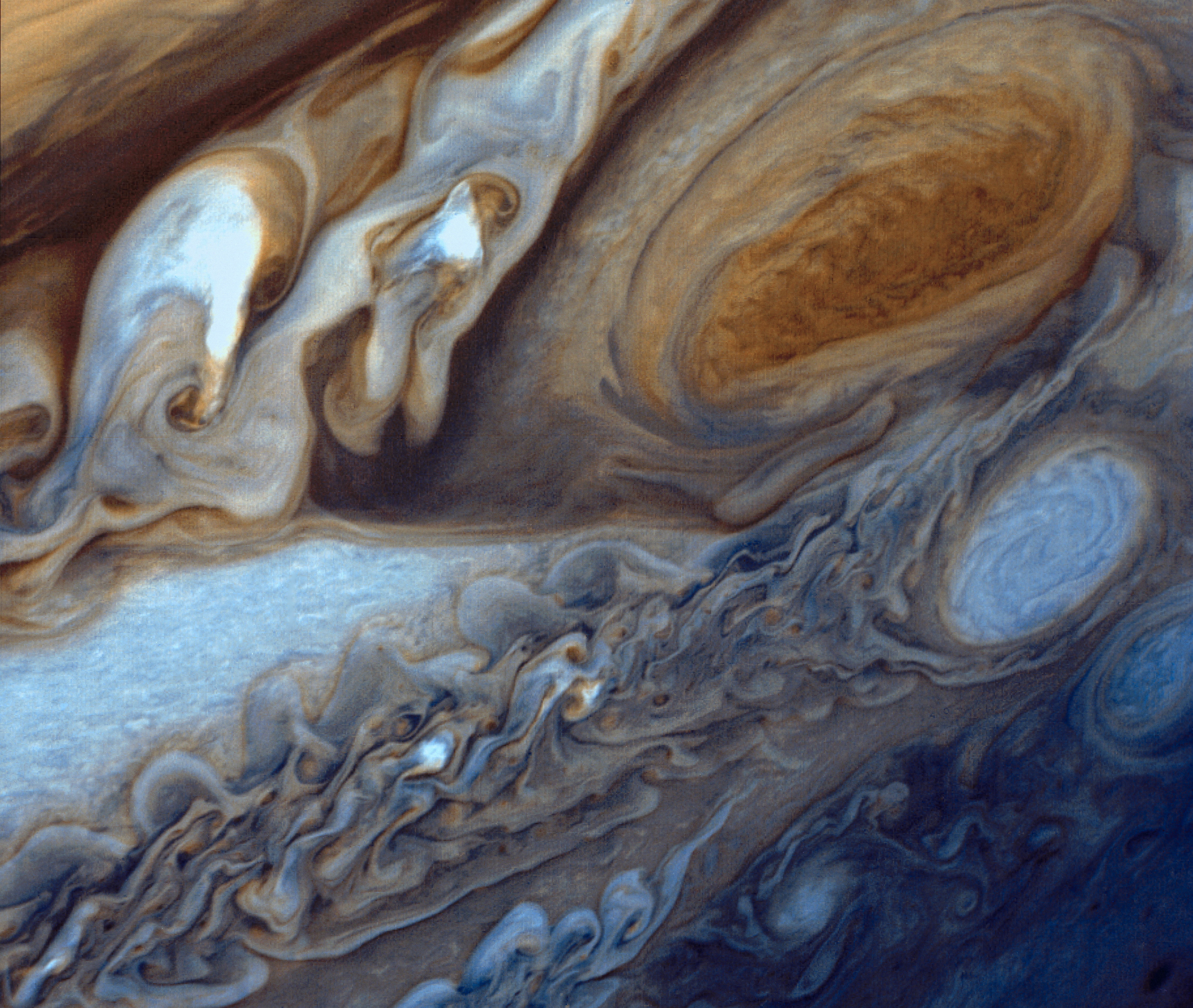
來自旅行者1號詳細的假色木星大氣層影像，顯示巨大的紅斑和經過的白色鵝蛋形氣旋

大紅斑是在木星南半球的一個顯著鵝蛋形特徵，可能早在1664年就被羅伯特·虎克和乔瓦尼·多梅尼科·卡西尼在1665年觀測過；雖然這仍有爭議。已知最早的繪圖來自藥劑師海因利希·史瓦貝，他在1831年顯示大紅斑詳細的資訊。
據傳說，大紅斑在1878年變得很顯眼前，在1665年至1708年曾經有多次從視線中消失的場合。它在1883年和20世紀初，再度被記錄到衰退。
Giovanni Borelli和卡西尼兩人都小心地做出木星衛星的運動表，可以預測這些衛星經過木星前方或背後的時間。在1670年代，人們觀測到當木星與地球在相對於太陽的兩側時，這些事件的發 會比預測的慢達17分鐘。奧勒·羅默推論視線看到的不是即時發生的事情（卡西尼在此之前曾經拒絕這樣的結論），而這個時間上的差異可以用來估計光速 。
1892年，愛德華·愛默生·巴納德在加利福尼亞州使用利克天文台 36-英寸（910-）的折射望遠鏡觀察到木星的第5顆衛星。發現了這顆相對較小的衛星，證明了他敏銳的視力，使他很快的成名。這顆衛星後來被命名為阿馬爾塞。這是最後一顆以視覺發現的行星衛星。在1979年，航海家1號飛過木星之前，發現了額外的8顆衛星。

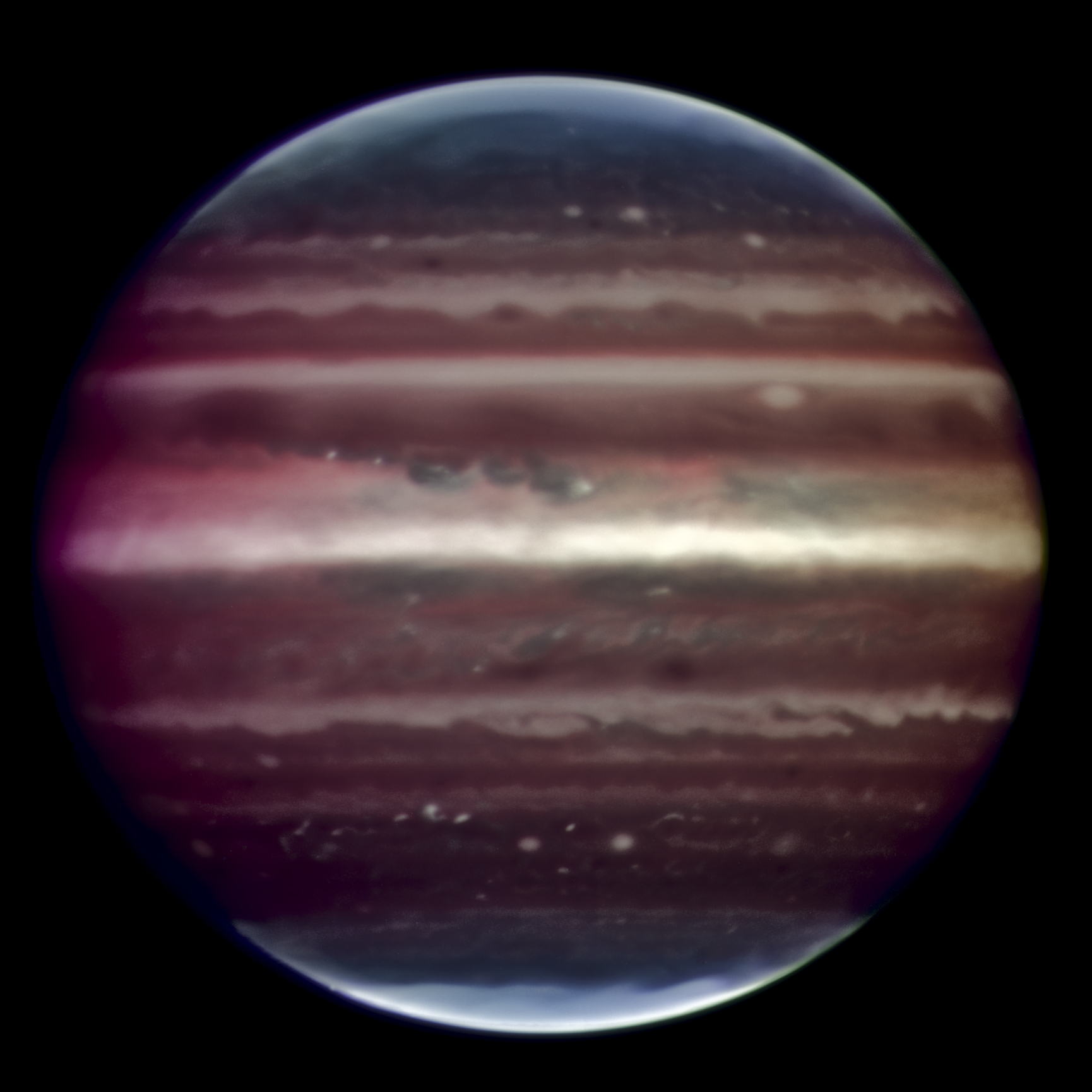
歐洲南天天文台甚大望遠鏡的木星紅外線圖像

1932年，魯珀特·沃爾特根據木星的吸收光譜確定木星大氣中含有甲烷和氨。
1938年，觀察到3個長壽的白色鵝蛋形反氣旋特徵。幾十年來，它們是獨立存在木星大氣層的特徵，有時會互相靠近，但永遠不會合併。最後，兩個在1998年合併，並在2000年吸收了第三個，被稱為長圓形BA。

### 電波望遠鏡的研究
在1955年，巴納德柏克和肯尼斯·佛蘭克林偵測到來自木星的22.2MHz的無線電信號爆發。這些爆發與木星的自轉週期匹配，也能夠用這些資訊來改進自轉速率。發現來自木星的無線電爆發有兩種形式：長達數秒的長爆發（L爆發），和持續時間短於百分之一秒的短爆發（S爆發）。
科學家發現來自木星的無線電訊號有三種傳輸的形式： 
- 隨著木星旋轉的十米無線電爆發（波長10米的無線電波），並且受到埃歐與木星磁場交互作用的影響[96]。
- 公分無線電輻射（波長為公分的無線電波）於1959年首度由弗蘭克·德雷克和Hein Hvatum觀測到[38]。這個信號起源於木星赤道附近的圓環帶狀，是由木星磁場中被加速電子引起的迴旋輻射[97]。
- 輻射熱是由大氣中的熱產生的[38]。

### 太空探索與探測
自1973年以來，有數艘自動化的太空船拜訪過木星，最引人注目的是先鋒10號太空船。它是第一艘足夠接近木星，並發送回有關這顆太陽系最大行星的屬性和現象的太空船。飛往太陽系內其他行星的太空船完全依賴能量的價值，太空船速度的淨變化或ΔV。從地球的低地球軌道進入到木星的霍曼轉移軌道只需要6.3Km/s的ΔV，這媲美於要進入低地球軌道的9.7Km/s的ΔV。幸運的是，重力助推可以用來減少抵達木星所需要的能量，然而，這也很明顯的需要較長的飛行時間。

#### 飛越任務
| 太空船     | 最接近 approach | 距離          |
| ---------- | --------------- | ------------- |
| 先鋒10號   | 1973年12月3日   | 130,000km     |
| 先鋒11號   | 1974年12月4日   | 34,000km      |
| 旅行者1号  | 1979年3月5日    | 349,000km     |
| 旅行者2號  | 1979年7月9日    | 570,000km     |
| 尤里西斯號 | 1992年2月8日    | 408,894km     |
| 尤里西斯號 | 2004年2月4日    | 120,000,000km |
| 卡西尼號   | 2000年12月30日  | 10,000,000km  |
| 新視野號   | 2007年2月28日   | 2,304,535km   |

從1973年開始，數艘太空船在執行探測其他行星的任務時，有計畫的從可以觀測木星的範圍內飛越。先鋒計畫最先觀測到木星大氣層和幾顆衛星的特寫影像。它們發現這顆行星的輻射場遠遠超出預期，但這兩艘太空船在這種環境下都依然存活。這些太空船的運動軌跡被用來更精確地估計木星系統質量。行星的無線電掩星結果得到更好的木星質和和兩極扁平的數值。
六年後，航海家計畫任務極大地提高了對伽利略衛星的認識，并且發現了木星環。它們還證實大紅斑是反氣旋，比較影像顯示大紅斑已經改變了形狀和顏色，從先鋒任務的橙色轉變成暗褐色。此外，這一計劃還發現電離的原子沿著埃歐的軌道構成環形，和發現這顆衛星表面的火山，其中有一些還在噴發的過程中。當太空船從木星的背後飛過時，還觀察到夜晚大氣中的閃電。
隨後探測木星的是尤利西斯太陽探測器，以執行繞行太陽的極軌道任務。在接近木星的階段中，進行對木星磁層的研究。由於尤利西斯沒有照相機，所以沒有獲取影像，第二次是在六年後以更遠的距離飛越。

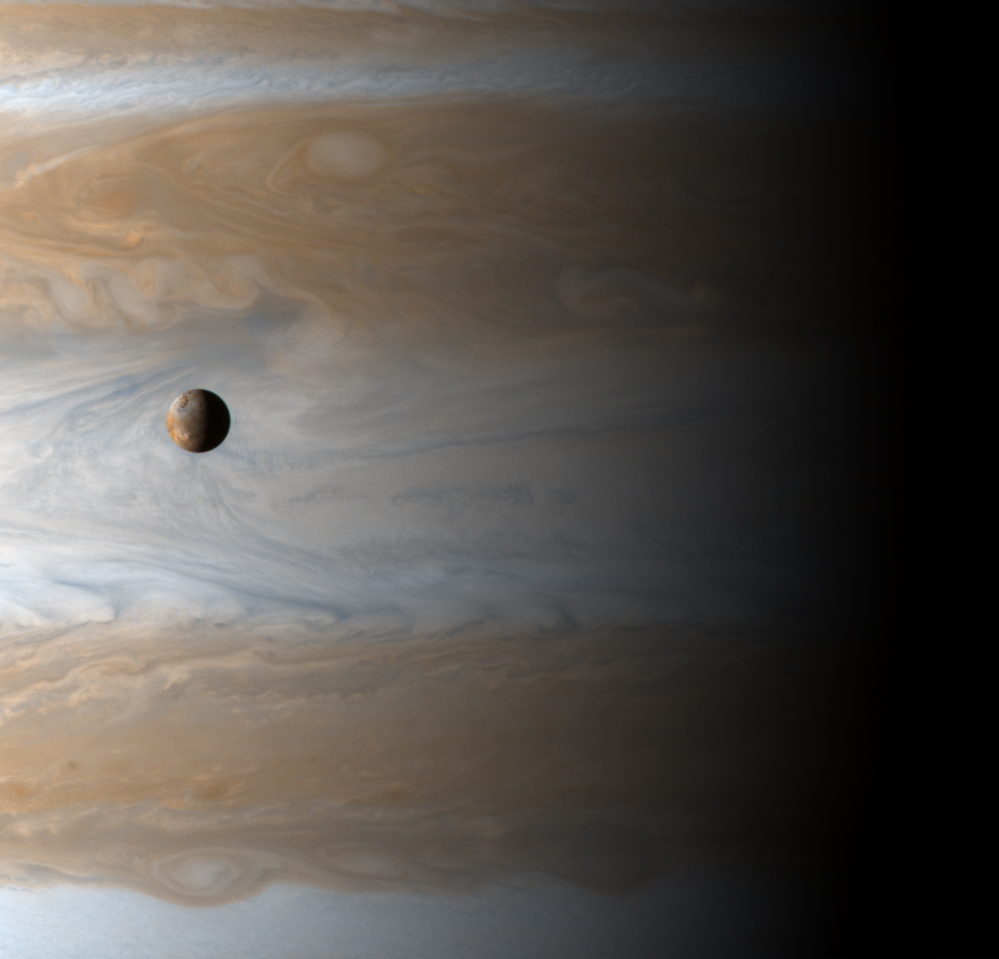
卡西尼號在2001年1月1日看見的木星

在2000年，卡西尼探測器在前往土星的途中飛越木星，並提供了一些有史以來最高解析度的木星影像。在2000年12月9日，太空船拍攝到衛星希瑪利亞的影像，但是解析力太低，無法顯示表面的細節。
新視野號探測器在途中，於2007年2月28日達到最接近木星的位置，藉由飛越木星時的重力助推前往冥王星 。這艘探測器的照相機測量從埃歐的火山噴發出的電漿，並且以細的研究全部4顆的伽利略衛星，以及遠距離的觀測外圍的希瑪利亞和伊拉拉。從2006年9月4日就開始拍攝木星系統的影像。

#### 伽利略任務

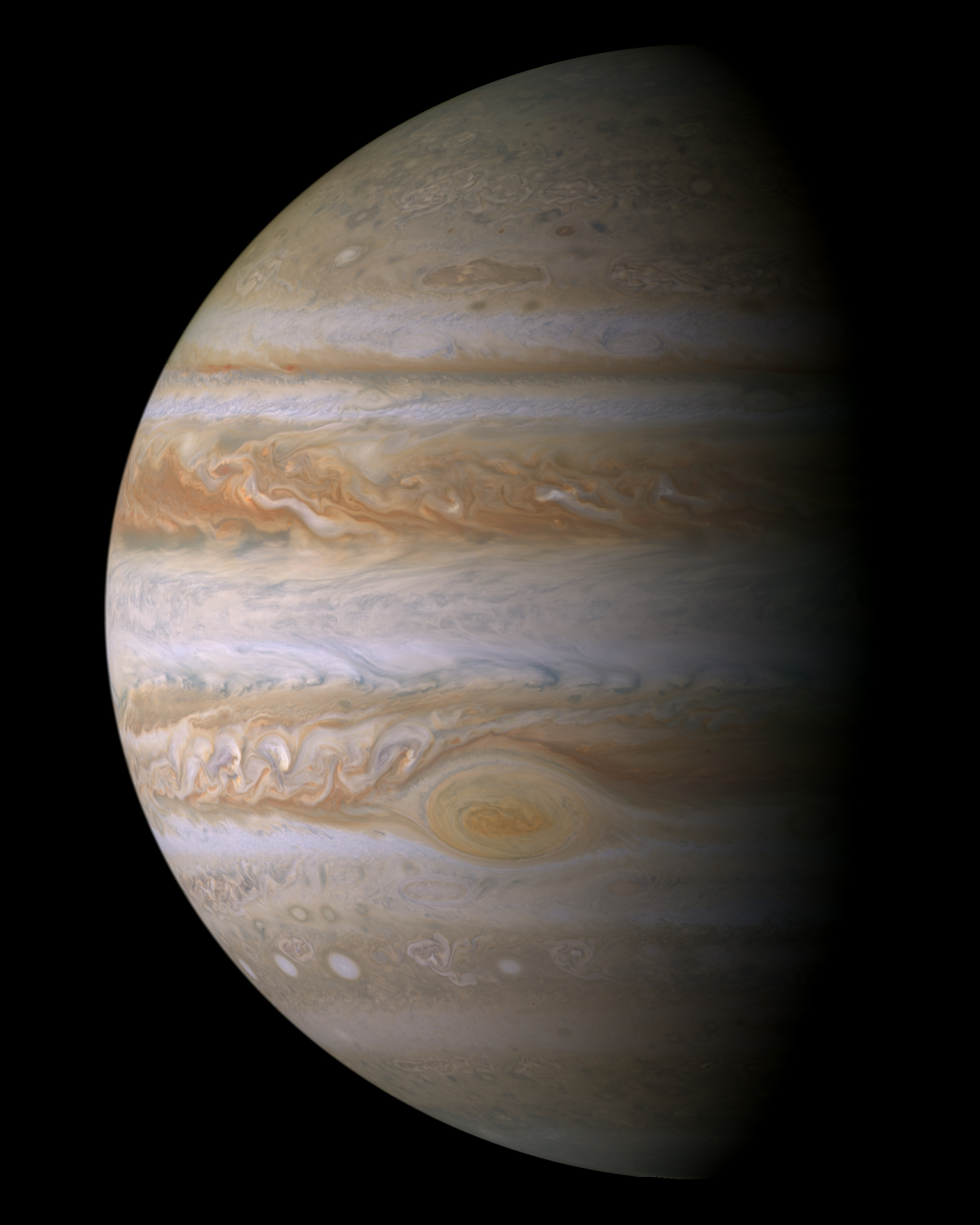
卡西尼號拍攝的木星

伽利略號是第一艘在軌道上環繞木星的太空船。它於1995年12月7日進入軌道，環繞這顆行星7年之久，並飛越過所有的伽利略衛星和阿馬爾塞。這艘太空船在接近木星的途中，對1994年舒梅克－李維九號彗星撞木星的事件進行了觀測，見證了此一撞擊事件的影響。雖然伽利略號廣泛的收集了大量木星系統的資訊，但因為高增益無線電發射天線的布署失敗，使原設計的能力大為減損。
一個340公斤的鈦金屬製的大氣探針，於1995年12月7日從伽利略號釋放進入木星大氣層。它以大約2,575公里（1,600英里）的時速，在大氣層中下降了約150 km（93 mi），在它被壓力和高溫（23倍地球大氣壓，153℃）摧毀之前，蒐集了57.6分鐘的資料，而這個探針可能被熔解和蒸發了。伽利略軌道器本身也遭遇了同樣的命運，經過刻意操作在2003年9月21日以超過50Km/s的速度撞進木星的大氣層，以避免它撞上歐羅巴而可能造成的汙染——這顆衛星已被假設可能是生命的避風港。
來自此一任務的資料揭露氫在木星大氣層佔90% 。在探針汽化前，溫度資料紀錄超過了300℃（>570℉），風速測量超過644km/h（>400mph）。

#### 朱諾任務
美國國家航空暨太空總署的太空船朱諾號在2016年7月4日抵達木星，預計未來的20個月將在軌道上繞行木星37圈。這次任務將以繞極軌道仔細的研究這顆行星。在2016年8月27日，朱諾號完成其第一次的低空飛越木星，並且送回木星北極的第一張圖像。

#### 木星冰月探測
歐洲太空總署的木星冰月探測器（JUICE）在2023年4月14日於圭亞那太空中心發射升空，預計2031年12月到達目的地。

#### 未來的探測
NASA在2025年的歐羅巴帆船任務。中国航天局在2029年左右执行天问四号任务。

#### 取消的任務
由於木星的衛星歐羅巴、佳利美德、和卡利斯多的地表下可能有液體的海洋，因此對詳細研究冰衛星非常感興趣。但資金的困難拖延了進度，NASA的木星冰月軌道器（JIMO，Jupiter Icy Moons Orbiter）於2005年被取消。隨後提案由NASA和ESA共同執行的任務，EJSM/Laplace臨時決定預計在2020年研製而成。EJSM/Laplace將有NASA主導的木星歐羅巴軌道器和ESA主導的木星佳利美德軌道器。然而，在2011年4月，ESA因為預算的原因結束與NASA的任務夥伴關係。取而代之的是ESA計畫以只有歐洲參與的L1宇宙願景任務來在競爭和超越。

## 衛星

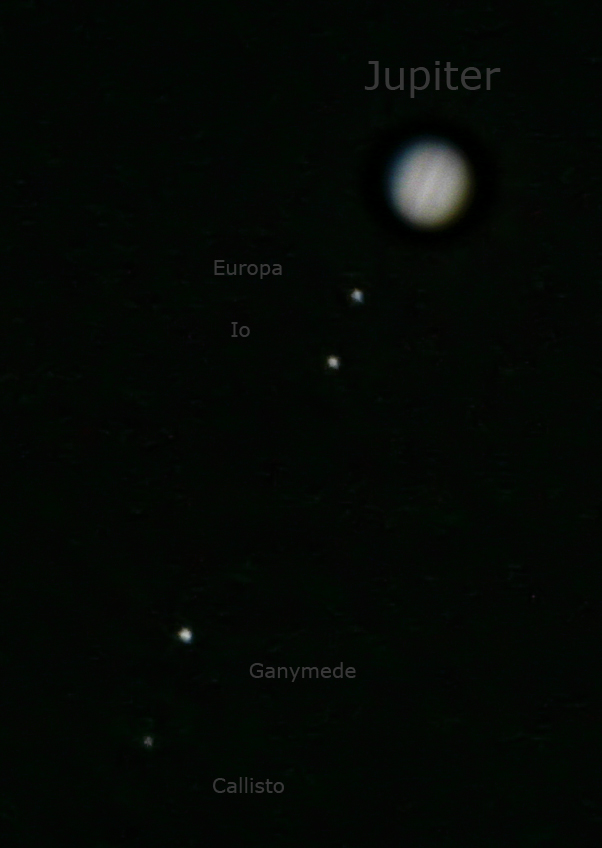
木星與伽利略衛星

木星有95颗卫星。1610年1月，意大利天文學家伽利略最早以望遠鏡发现木星最亮的四颗卫星，并被后人稱为伽利略卫星。它们环绕在离木星40～190万千米的轨道带上，由内而外依次为木卫一、木卫二、木卫三、木卫四，然而近年中國有天文史學家提出在公元前364年，甘德以肉眼發現木衛三，但直至現時還未被公認。在1892年巴納德以望遠鏡肉眼觀測發現木衛五後，木星的其他衛星皆透過照相觀測或行星際探測器的相片發現。
在以后的几个世纪中（至1950年代），人们又接连发现了12颗较大的卫星，使木星卫星的总数达到了16颗。直至1979年美国旅行者一號及1995年伽利略號等飞临木星系的时候，又发现了许多更細小的、離木星更遠的天然卫星，使人类所知的木星系卫星总数达到67个。2017年，卡內基科學研究所在追蹤第九行星時意外發現了新的12颗卫星，並在2018年7月正式確認。2003年，李凱 (科學家)新發現了一顆衛星:S/2003 J 24，並於2021年6月30日宣布該衛星確實存在。在2021年11月至2023年1月間，從2003年到2018年的檔案圖像調查中確認了更多的不規則衛星，以及謝柏德在2021年到2022年使用麥哲倫望遠鏡和斯巴魯望遠鏡進行的調查中發現9顆。截至2023年2月，木星的已知衛星總數達到了95顆，而这一数字还有可能继续增加。

### 伽利略衛星

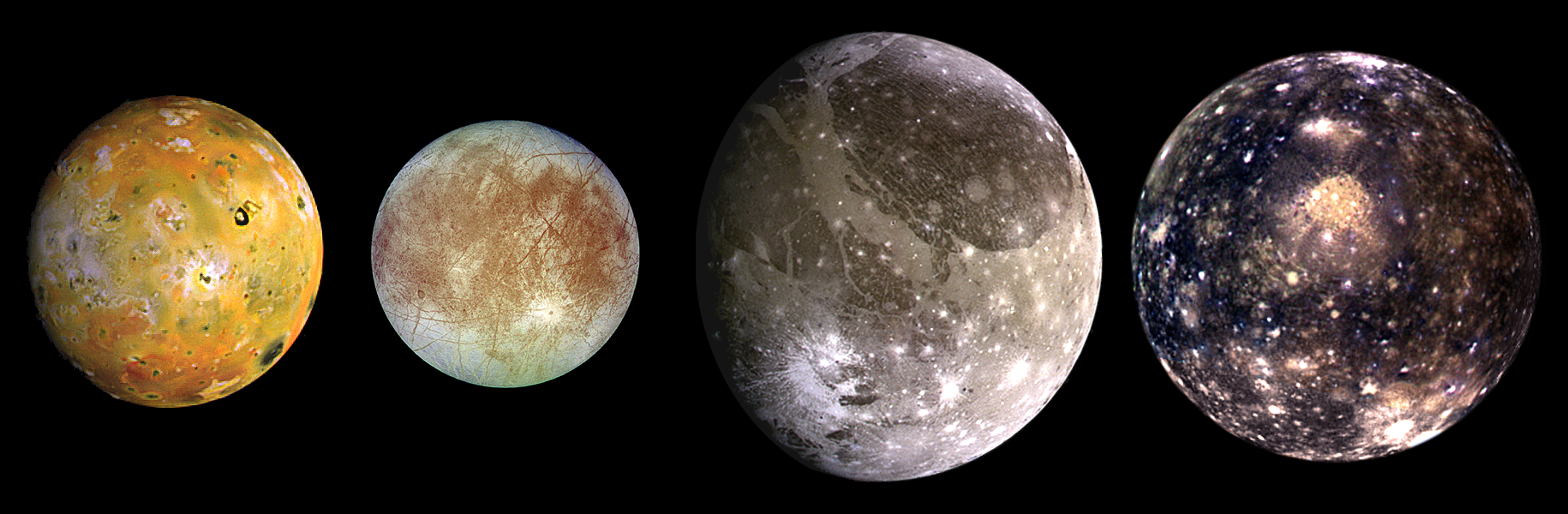
伽利略衛星，由左至右，與木星的距離由近至遠排列：埃歐、歐羅巴、佳利美德、卡利斯多

埃歐、歐羅巴和佳利美德，這些在太陽系中最大的衛星，軌道的形成拉普拉斯共振的模式；埃歐每繞木星運轉4圈，歐羅巴也很精確的繞著木星轉2圈，佳利美德則很精確的繞木星轉一圈。因為每顆衛星都在軌道上相同的點受到相鄰衛星額外的拖曳，這種共振造成的引力效應使它們的軌道被扭曲成橢圓的形狀。另一方面，來自木星的潮汐力致力於將它們的軌道弄成圓形。
它們的軌道離心率造成當木星的引力拉扯它們接近時，這三顆衛星的形狀規律的扭曲；而當他們遠離時，又會回復到比較接近球體的形狀。這種潮汐的扭曲使衛星的內部摩擦生熱，最顯而易見的是最內側的埃歐（受到最強的潮汐力）異於平常的火山活動；和程度較輕的歐羅巴表面年輕的地質（暗示衛星的外觀最近重新鋪過）。
| 名字     | 维基百科:英語國際音標 | 直徑 | 直徑 | 質量      | 質量 | 軌道半徑  | 軌道半徑 | 軌道週期 | 軌道週期 |
| 名字     | 维基百科:英語國際音標 | km   | %    | kg        | %    | km        | %        | days     | %        |
| -------- | --------------------- | ---- | ---- | --------- | ---- | --------- | -------- | -------- | -------- |
| 埃歐     | ˈaɪ.oʊ                | 3643 | 105  | 8.9×1022  | 120  | 421,700   | 110      | 1.77     | 7        |
| 歐羅巴   | jʊˈroʊpə              | 3122 | 90   | 4.8×1022  | 65   | 671,034   | 175      | 3.55     | 13       |
| 佳利美德 | ˈɡænimiːd             | 5262 | 150  | 14.8×1022 | 200  | 1,070,412 | 280      | 7.15     | 26       |
| 卡利斯多 | kəˈlɪstoʊ             | 4821 | 140  | 10.8×1022 | 150  | 1,882,709 | 490      | 16.69    | 61       |

### 衛星的分類

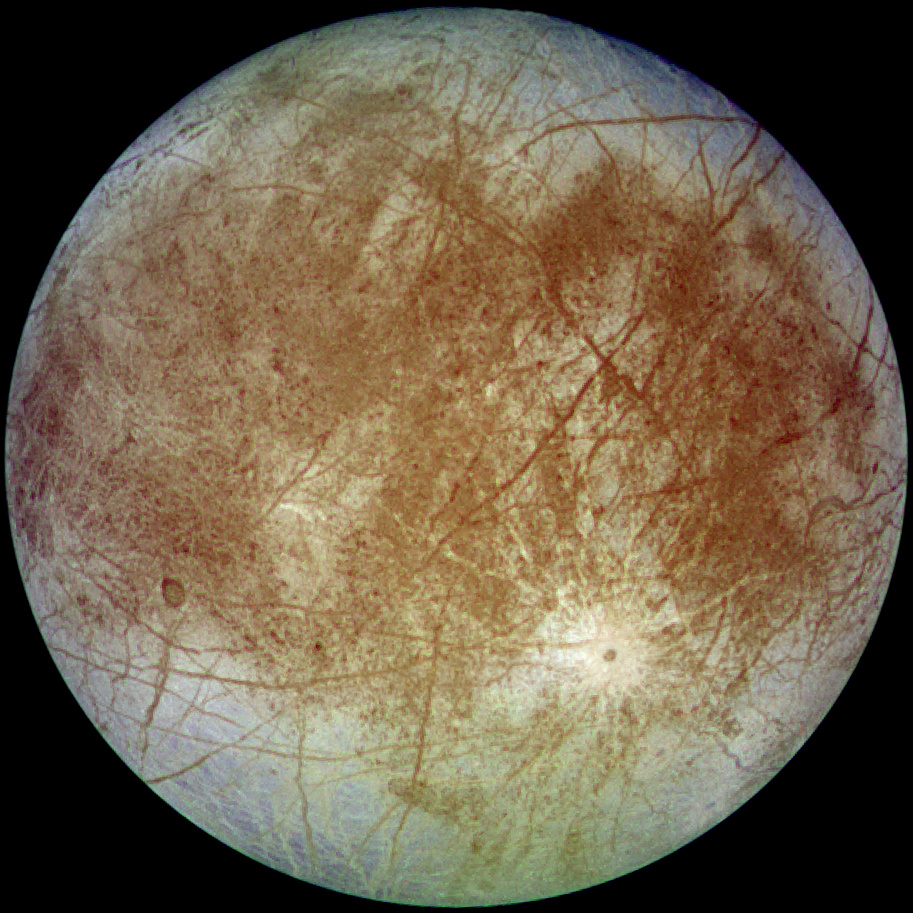
木星的天然衛星歐羅巴

在航海家任務之前，基於它們整齊排列共通的軌道要素，木星的4顆衛星被分成4個群組。之後，大量新的小衛星使這個畫面變得複雜起來。現在被認為有六個主要的群組，還有一些特立獨行，與其它的衛星顯然有所不同。
基本的子群是8顆在內側的週期性衛星，它們有著在木星赤道平面附近，接近圓形的軌道，並且被認為是與木星同時形成的。其它的衛星，包括數目不詳的不規則小衛星，有著橢圓與傾斜的軌道，被認為是被捕獲的小行星或是被捕或小行星的碎片。屬於同一群的不規則衛星共用相似的軌道要素，因而可能有著共同的起源，或許是一顆大衛星或是碎裂的一個天體。
| 規則衛星   | 規則衛星                                                                                                   |
| ---------- | --- |
| 內側群     | 內側的4顆小衛星，直徑小於200公里，軌道半徑小於200,000公里，軌道傾角小於0.5度。                             |
| 伽利略衛星 | 由伽利略和西門·馬里烏斯同時期發現的4顆衛星，軌道在400,000公里至2,000,000公里，有一些是太陽系中最大的衛星。 |
| 不規則衛星 | |
| 撒米斯圖群 | 這是單獨一顆衛星的群組，軌道介於伽利略衛星和希馬利亞群半途的中間位置。                                     |
| 希馬利亞群 | 一個緊密的族群，軌道距離在11,000,000公里至12,000,000公里。                                                 |
| 卡普群     | 另一個單一衛星的群，在亞南克群的內緣，以順行方向繞著木運轉。A                                              |
| 亞南克群   | 逆行軌道的群，這群的邊界相當模糊，平均距離木星21,276,000公里，平均軌道傾角為149度。                        |
| 加爾尼群   | 相當明顯的逆行群組，平均距離木星23,404,000公里，平均軌道傾角165度。                                        |
| 帕西法爾群 | 分散、特徵含糊的逆行集團，涵蓋所有最外層的衛星。                                                           |

## 與太陽系的交互作用
伴隨著太陽，木星的引力影響與幫助塑造了太陽系。除了水星以外，太陽系行星的軌道平面都比較接近木星的軌道平面，而不是太陽的赤道平面（水星是唯一軌道平面比較接近太陽赤道的）。在主小行星帶的柯克伍德空隙主要是由木星造成的，而且這顆行星可能也要對內太陽系歷史上的後期重轟炸期負責。

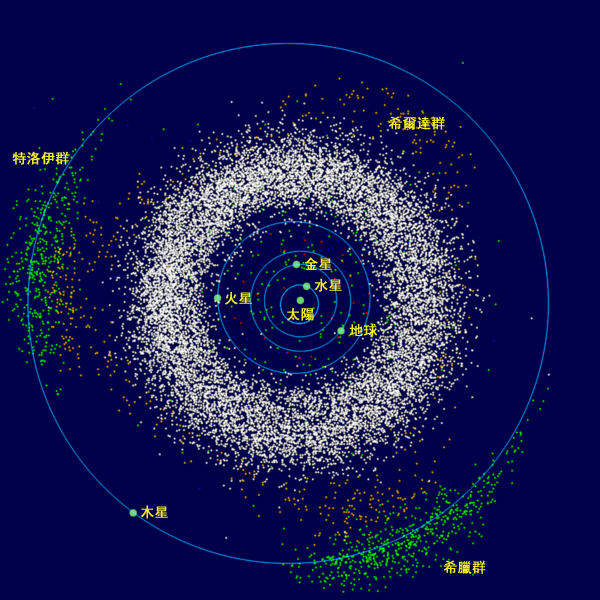
此圖顯示與木星共軌道的特洛伊小行星，以及主小行星帶

和它的衛星，木星的引力場控制了無數被安頓在拉格朗日點的小行星。這些小行星在木星之前或跟隨在木星之後一起繞著太陽公轉。它們被稱為特洛伊小行星，並且分為希臘營和特洛伊營，以紀念伊利亞特。第一顆是馬克斯·沃夫在1906年發現的(588) 阿基里斯，自此之後，迄今已經發現了數千顆，其中最大的是(624) 赫克特。 
大多數短週期彗星屬於木星族 －定義為軌道半長軸比木星小的彗星。木星族彗星被認為起源於海王星軌道之外的古柏帶。在接近木星時，軌道受到攝動進入較短的週期，然後在木星和太陽的引力交互作用下，規律地環繞著太陽。

### 撞擊

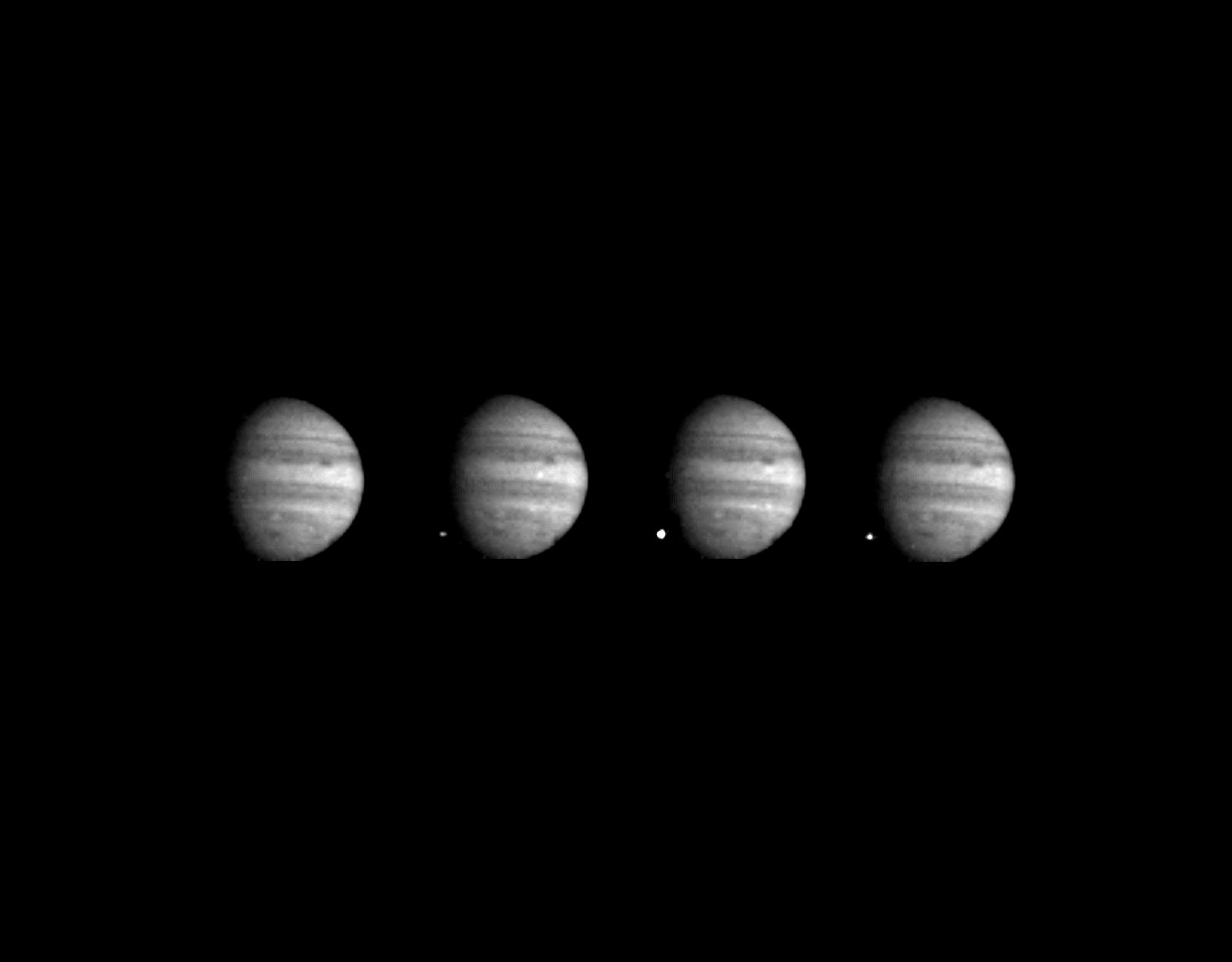
1994年7月22日8:06 12～19 UT在木星軌道的伽利略號所攝W核撞擊照片（圖片由左至右），只發生數秒間之閃光（亮點）

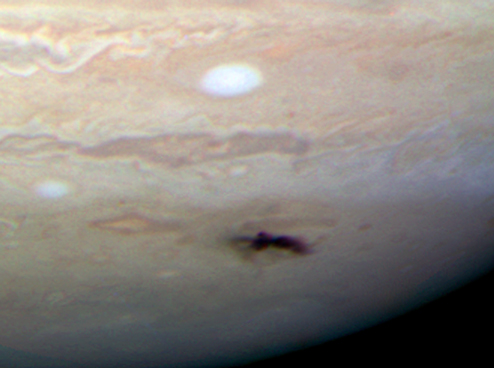
哈伯太空望遠鏡的影像顯示2009的木星撞擊留下大約8,000公里（5,000英里）長的痕跡。

由於其巨大的重力井和鄰近內太陽系，木星被稱為太陽系的真空吸塵器。它是太陽系內最頻繁接受到彗星撞擊的行星。它被認為是保護內太陽系的行星得以免受彗星的轟擊。最近的電腦模擬顯示，木星重力的攝動雖然可以改變進入內太陽系彗星的軌道，將它們吸積或彈出，但並未減少進入內太陽系的彗星數量。這仍然是天文學家爭議的主題，有些人相信它會將的彗星拉近地球，而另一些人認為木星保護地球免於受到被宣稱來自的彗星撞擊。木星被小行星和彗星撞擊的經驗是地球的200倍。
在1997年，對歷史上的天文圖繪的調查認為乔瓦尼·多梅尼科·卡西尼可能在1690年紀錄了一次木星被撞擊的疤痕。調查也確認其它8個候選的觀測可能性太低或不是撞擊事件。在1979年3月，航海家1號在與木星相遇時拍到一顆火球。在1994年7月16日至7月22日這段期間，超過20顆舒梅克－李維九號彗星（SL-9，正式的名稱是D/1993 F2）的碎片撞擊在木星的南半球，首次提供了直接觀測太陽系內兩個天體的碰撞。這種撞擊對木星大氣的成分提供了有用的資料。
在2009年7月19日，在系統2的經度216度之處發現被撞擊的位置。這個撞擊在木星的大氣層留下一個與椭圆形BA的大小相似的黑點。紅外線的觀測顯示在撞擊點上有一個亮點，意味著撞擊造成南極地區低層區域大氣層的溫度升高。
在2010年6月3日，澳洲的業餘天文學家Anthony Wesley觀測到一顆火球的撞擊，造成小於以前觀測到的事件。稍後，另一位菲律賓的業餘天文學家也錄影捕捉到這次事件。2010年8月20日又有人見到一顆火球。
2012年9月19日，又檢測到另一顆火球。

## 生命的可能
在1953年，米勒-尤里實驗證明了閃電和存在於原始地球大氣中的化合物組合可以形成有機物（包括胺基酸），可以做為生命的基石。這模擬的大氣成分為水、甲烷、氨和氫分子；所有的這些物質都在現今的木星大氣層中被發現。木星的大氣層有強大的垂直空氣流動，運載這些化合物進入較低的地區。 但在木星的內部有更高的溫度，會分解這些化學物，會妨礙類似地球生命的形成。
木星大氣層中水量甚少，且固體表面都在壓力極大的深處，因此認為不可能存在任何類似地球的生命。1976年，在航海家任務之前，曾經假設基於氨與水的生命可能在木星大氣層的上層進化。這一假設是基於地球的海洋態環境，頂層有簡單的光合作用浮游生物，低層的魚可以餵食這些生物，而肉食的海洋生物可以獵食這些魚。

## 神話

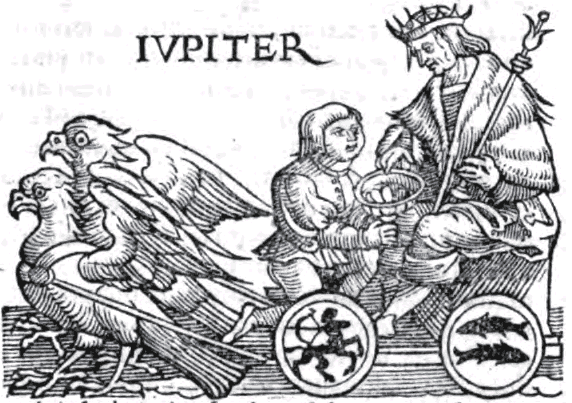
木星，出自1550年古德·波那提編輯的木刻集Liber Astronomiae。

木星，因為在夜晚以肉眼很容易就看見它，當太陽的位置很低時，偶爾也能在白天看見，因此自古以來就為人所知。在巴比倫，這個天體代表他們的神馬爾杜克（Marduk）。他們用木星軌道大約12年繞行黃道一週來定義它們生肖的星宮。
羅馬人依據神話將它命名為朱庇特（拉丁語：Iuppiter, Iūpiter，也稱為Jova），是羅馬神話中主要的神，它的名字來自原始印歐語系的呼格合成*Dyēu-pəter（主格：*Dyēus-pətēr，意思是, "O 天神之父"或"O 日神之父"）。相對而言，木星對應於希臘神話是  宙斯（Ζεύς），也被稱為Dias (Δίας)，其中的行星名稱仍然保留在現代的希臘語中。
木星的天文符號，是以風格化表示的閃電符號。原始希臘神Zeus的字根是zeno-，用於和木星相關的語詞，例如：zenographic。
Jovian是從Jupiter轉成的形容詞，古老的形容詞是jovial，是中世紀的占星家使用的詞彙，原來的意思是"幸福"或"聖誕快樂"，是占星學中木星對情緒的影響。
在中、日、韓語系中，基於中國的五行，這顆行星被稱為木星。中國的道教它擬人化成為福星，希臘人稱之為Φαέθων,；法厄同（Phaethon）、"創新（blazing）"。在吠陀占星，木星被稱為祭主仙人（Brihaspati），是啟發靈性的宗教導師，通常稱為上師（Guru），字面的意思是"重人"。
在英語，週四（Thursday）是源自"雷神日"（Thor's day），是出在日耳曼神話。相較於羅馬神話就是朱庇特。羅馬星期的Jovis也重新命名為Thursday。
在突厥神話，木星稱為"Erendiz/Erentüz"，這意味著"eren(?)+ yultuz(star)"，而關於"eren"有許多有意義的理論。同樣的，它們也算出木星的軌道週期是11年又300天。他們認為一些社會和自然的事件連結到在天上運行的。

## 註解
1. ↑  Orbital elements refer to the barycenter of the Jupiter system, and are the instantaneous osculating values at the precise J2000 epoch. Barycenter quantities are given because, in contrast to the planetary centre, they do not experience appreciable changes on a day-to-day basis due to the motion of the moons.
2. 1 2 3 4 5 6 7 8  Refers to the level of 1 bar atmospheric pressure

## 進階讀物
- Bagenal, F.; Dowling, T. E.; McKinnon, W. B. (编). . Cambridge: Cambridge University Press. 2004. ISBN 0-521-81808-7.
- Beebe, Reta.  Second. Washington, D.C.: Smithsonian Institution Press. 1997. ISBN 1-56098-731-6.

## 外部連結
- Hans Lohninger;  et al. . A Trip into Space. Virtual Institute of Applied Science. 2005-11-02  [2007-03-09]. （原始内容存档于2007-03-11）.
- Dunn, Tony. . Gravity Simulator. 2006  [2007-03-09]. （原始内容存档于2007-01-28）.—A simulation of the 62 Jovian moons.
- Seronik, G.; Ashford, A. R. . Sky & Telescope.   [2007-03-09]. （原始内容存档于2007-07-13）.
- Anonymous. . BBC News. 2007-05-02  [2007-05-02]. （原始内容存档于2007-05-04）.
- Cain, Fraser. . Universe Today.   [2008-04-01]. （原始内容存档于2012-02-19）.
- . NASA.   [2008-05-21]. （原始内容存档于2011-10-20）.
- . Planetary Science Research Discoveries. University of Hawaii, NASA.   [2015-06-30]. （原始内容存档于2015-08-25）.
- June 2010 impact video （页面存档备份，存于）
- Bauer, Amanda; Merrifield, Michael. . Sixty Symbols. Brady Haran for the University of Nottingham. 2009  [2015-06-30]. （原始内容存档于2015-05-07）.
- .   [2010-08-16]. （原始内容存档于2013-12-25）.
- Photographs of Jupiter circa 1920s from the Lick Observatory Records Digital Archive, UC Santa Cruz Library's Digital Collections （页面存档备份，存于）